# Agneekaal
Agneekaal er en indisk film fra 1990 af Mustan Alibhai Burmawalla og Abbas Alibhai Burmawalla.

## Medvirkende
- Jeetendra som Vijay
- Raj Babbar som SP Jagdishan "Zanjeerwala"
- Madhavi som Bharati
- Aasif Sheikh som Aadesh
- Sonu Walia som Mary D'Souza
- Tinu Anand som Mr. D'Souza
- Kiran Kumar som DSP Anand Saxena
- Sadashiv Amrapurkar som Gulabchand Jhakotia